# Apechoneura salablancae
Apechoneura salablancae là một loài tò vò trong họ Ichneumonidae.